# Life on the Fast Lane
«Life on the Fast Lane» (укр. Життя на швидкій доріжці) — дев'ята серія першого сезону мультсеріалу «Сімпсони», прем'єра якої відбулась 18 березня 1990 року у США на телеканалі «Fox».

## Сюжет
Забувши про 34-й день народження Мардж, Гомер поспішає до торгового центру Спрінґфілда, де купує собі кулю для боулінгу зі своїм іменем і маскує її під подарунок Мардж. Під час обіду на день народження Мардж задоволена подарунками Барта та Ліси для неї — флаконом французьких парфумів і її портретом у вигляді Мона Лізи з макаронів і клею відповідно. Коли Гомер дарує їй кулю для боулінгу, вона пробиває дно коробки й розчавлює її торт до дня народження. Ображена Мардж кричить на Гомера за те, що він сам зробив їй подарунок, вказуючи, що вона ніколи в житті не грала в боулінг і що на кулі написано його ім'я.
Вирішивши навчитися грати в боулінг на зло Гомеру, Мардж відвідує «Боул-А-Раму Барні». Там вона зустрічає французького інструктора з боулінгу Жака. Той закохується в Мардж та пропонує давати їй уроки.
Після кількох уроків Жак і Мардж погоджуються зустрітися на бранч. Все йде добре, поки вони не зустрічають Гелен Лавджой, дружина священника і пліткарку. Відвернувши допитливість Гелен, удавши обговорення теорії боулінгу, Жак просить Мардж зустрітися з ним наступного дня в його квартирі, на що Мардж пгоджується.
Тим часом Гомер знаходить персоніфіковану рукавичку для боулінгу, яку Жак подарував Мардж, і розуміє, що може втратити її через іншого чоловіка. Незабаром Барт розуміє, що підозра Ліси, що їхні батьки розлучаються, є правдою. Барт радить Гомеру мовчати про підозрюваний роману Мардж, щоб не погіршити ситуацію.
Мардж їде на побачення з Жаком, але під час поїздки згадує про свою прихильність Гомеру. Вона доходить до розвилки між Спрінґфілдською атомною електростанцією та квартирою Жака. Після агонізації свого рішення Мардж дивує засмученого Гомера на роботі й гаряче його цілує. У захваті Гомер залишає свій робочий пост на десять хвилин і відводить Мардж на заднє сидіння своєї машини.

## Виробництво
Епізод був написаний Джоном Шварцвелдером, а режисером став Девід Сільверман. Коли епізод був спочатку запланований, передбачалося, що Альберт Брукс озвучить «Бйорна», шведського інструктора з тенісу, але Брукс подумав, що було б смішніше зробити персонажа французом, і тому були зроблені зміни. Спочатку епізод мав називатися «Bjorn to Be Wild» (укр. «Бйорн буде диким»).
Брукс імпровізував майже всі свої діалоги, створивши понад три години матеріалу. Сміх Мардж під час її уроку з боулінгу був невимушеним, природним сміхом Джулії Кавнер, яка сміялася з того, що щойно сказав Альберт Брукс. Рядок «чотири кільця цибулі!» —це лише одна з багатьох реплік, які Брукс підібрав, втративши французький акцент Жака. Розширений аудіозапис невикористаного діалогу Альберта Брукса доступний на третьому диску повного першого сезону «Сімпсонів» на DVD.
У сцені, в якій Жак підвозить Мардж додому, місяць намальовано так, щоб нагадувати кулю для боулінгу.
Завершення серії є відсиланням на фільм «Офіцер і джентльмен» 1982 року. Девід Сільверман мав спершу переглянути, щоб знати, як розмістити сцену.
Ресторан, який відвідують Жак і Мардж, називається «Shorty's» (укр. «У коротуна»). Планувалося, що власник ресторану буде короткого зросту, однак цю ідею відкинула через надмірну дурість.

## Культурні відсилання та цікаві факти
- Назва серії є відсиланням до пісні «Life in the Fast Lane» Eagles[1]
- Сон Мардж нагадує танцювальний номер із фільма «Веселе розлучення» 1934 року[1].
- Сцена, де Мардж приходить на АЕС до Гомера, містить інструментальну партію пісні «Up Where We Belong» з «Офіцера і джентльмена»[1].

## Ставлення критиків і глядачів
Серія здобула премію «Еммі» в категорії «Найкраща анімаційна передача» 1990 року.
Згідно з голосуванням на сайті The NoHomers Club більшість фанатів оцінили серію на 5/5 із середньою оцінкою 4,17/5.